# ذكر (إسلام)
الذِكر هو من أنواع العبادات الإسلامية التي تعتمد على ذِكر الله فيما أتى في سورة الأحزاب: 12: ﴿يَا أَيُّهَا الَّذِينَ آمَنُوا اذْكُرُوا اللَّهَ ذِكْراً كَثِيراً﴾ وقوله: ﴿إِنَّ فِي خَلْقِ السَّمَاوَاتِ وَالْأَرْضِ وَاخْتِلافِ اللَّيْلِ وَالنَّهَارِ لَآياتٍ لِأُولِي الْأَلْبَابِ - الَّذِينَ يَذْكُرُونَ اللَّهَ قِيَاماً وَقُعُوداً وَعَلَى جُنُوبِهِمْ﴾ آل عمران: 190-191. والمبدأ الأساسي هو إما بذكر إحدى صفات الله أو في إنشاء الثناء لذكر الله. ويُعد الذِكر من أيسر العبادات، كما يشبه العلماء حاجة العبد للذكر كحاجته للغذاء والنوم، فالذكر غذاء الروح وأفضل الذكر (لاإله إلا الله).

## أنواع الذكر

### ذكر السر والجهر
إن ذكر الله مشروع سراً وجهراً، وقد رغَّب رسول الله ﷺ في الذكر بنوعيه: السري والجهري، إلاَّ أن علماء الشريعة الإسلامية قرروا أفضلية الجهر بالذكر إذا خلا من الرياء، أو إيذاء مُصَلٌّ أو قارئ أو نائم، مستدلين ببعض الأحاديث النبوية، منها:
- قال رسول الله ﷺ: يقول الله: أنا عند ظن عبدي بي وأنا معه إذا ذكرني، فإن ذكرني في نفسه ذكرتُه في نفسي، وإن ذكرني في ملأ ذكرتُه في ملأ خير منهم.[3] والذكر في الملأ لا يكون إلا عن جهر.
- عن ابن عباس قال: إن رفع الصوت بالذكر حين ينصرف الناس من المكتوبة كان على عهد النبي ﷺ. قال ابن عباس: كنت أعلم إذا انصرفوا بذلك إذا سمعته.[4]

وقال الشيخ الآلوسي في تفسيره عند قوله تعالى: (وإنْ تجْهَرْ بالقول فإنَّه يعلم السِّرَ وأخفى) [طه: 7]. وقيل: نُهِيَ عن الجهر بالذكر والدعاء، لقوله تعالى: {واذكرْ ربَّك في نفسِكَ تضرعاً وخفيةً ودون الجهر من القولِ} [الأعراف: 205]. وأنت تعلم أن القول: بأن الجهر بالذكر والدعاء منهي، لا ينبغي أن يكون على إطلاقه. والذي نصَّ عليه الإمام النووي في فتاويه: أن الجهر بالذكر حيث لا محذور شرعاً؛ مشروع مندوب إليه، بل هو أفضل من الإخفاء في مذهب الإمام الشافعي، وهو ظاهر مذهب الإمام أحمد، وإحدى الروايتين عن الإمام مالك بنقل الحافظ ابن حجر في فتح الباري.

### ذكر اللسان وذكر القلب
وقد نص أهل العلم على أن من أفضل أنواع الذكر ذكر اللسان مع حضور القلب، فإن تجرد اللسان بالذكر فقط كان أدنى مراتبه. قال النفراوي «ذكر الله ضربان: ذكر بالقلب فقط، وذكر باللسان أي مع القلب، وذكر القلب نوعان، وهو أرفع الأذكار، وأجلها التفكر في عظمة الله وجلاله وآياته ومصنوعاته العلوية والسفلية. والثاني: ذكره تعالى بمعنى استحضاره بالقلب عند أمره ونهيه، والأول من هذين أفضل من الثاني، والثاني أفضل من الذكر باللسان، أي مع القلب، وأما الذكر بمجرد اللسان فهو أضعف الأذكار، وإن كان فيه ثواب، كما جاءت به الأخبار».
وقال الإمام النووي: أجمع العلماء على جواز الذكر بالقلب واللسان للمحْدِث والجنب والحائض والنفساء وذلك في التسبيح والتحميد والتكبير والصلاة على رسول الله ﷺ والدعاء ونحو ذلك.
وقال أيضا: الذكر يكون بالقلب ويكون باللسان، والأفضل منه ما كان بالقلب واللسان جميعاً، فإن اقتصر على أحدهما فالقلب أفضل. ثم لا ينبغي أن يُترك الذكر باللسان مع القلب خوفاً من أن يُظن به الرياء، بل يَذكرُ بهما جميعاً، ويقصد به وجه الله.

### الذكر المنفرد والذكر مع الجماعة
العبادات مع الجماعة - وفيها ذكر الله - تزيد في الفضل على العبادة في حالة الانفراد؛ ففي الجماعة تلتقي القلوب، ويكون التعاون والتجاوب، ويستقي الضعيف من القوي، والمُظْلِم من المُنَوَّر، والكثيف من اللطيف، والجاهل من العالم وهكذا. وقد وردت أحاديث في جواز الذكر الجماعي، منها:
- قال رسول الله ﷺ: إذا مررتم برياض الجنة فارتعوا. قالوا: وما رياض الجنة؟ قال: حِلَقُ الذكر.[8]
- قال رسول الله ﷺ: ما من قوم يذكرون الله إلا حفَّتهم الملائكة، وغشيتهم الرحمة، ونزلت عليهم السكينة، وذكرهم الله فيمن عنده.[9]

ويظهر ذلك أيضا من أقوال علماء السنة، منها:
- قال العلامة ابن عابدين في حاشيته في معرِضِ ذكر الله مع الجماعة: وقد شبه الإمام الغزالي ذكر الإنسان وحده وذكر الجماعة بأذان المنفرد وأذان الجماعة، قال: فكما أن أصوات المؤذنين جماعة تقطع جِرم الهواء أكثر من صوت المؤذن الواحد، كذلك ذكر الجماعة على قلب واحد أكثر تأثيراً في رفع الحجب الكثيفة من ذكر شخص واحد.[10]
- قال الطحطاوي في حاشيته: ونص الشعراني: أجمع العلماء سلفاً وخلفاً على استحباب ذكر الله جماعة في المساجد وغيرها من غير نكير، إلا أن يشوشَ جهرُهم بالذكر على نائم أو مصلٌّ أو قارئ قرآن، كما هو مقرر في كتب الفقه.[11]

وأما الذكر منفرداً: فله أثر فعال في صفاء القلب وإيقاظه، وتعويد المؤمن على الأنس بربه والتنعم بمناجاته، والشعور بقربه. فلا بد للمؤمن من جلسة يذكر الله خالياً منفرداً بربه بعد أن يحاسب نفسه ويطلع على عيوبه وأخطائه، فإذا ما رأى سيئة؛ استغفر وتاب وإذا ما رأى عيباً؛ جاهد نفسه للتخلص منه. فعن أبي هريرة عن النبي ﷺ قال: سبعة يظلهم الله تحت ظل عرشه يوم لا ظل إلا ظله... وذكر منهم: ورجل ذكر الله خالياً ففاضت عيناه

### ذِكرُ ثناء وذكر دعاء وذكر رعاية
وهذا تقسيمٌ للذكر من حيث موضوع الذكر ومحتواه، فأما ذكر الثناء: فمثل ما جاء في الحديث: «سبحان الله وبحمده» ، وأما ذكر الدعاء فكقوله تعالى: ﴿قَالَا رَبَّنَا ظَلَمْنَا أَنفُسَنَا وَإِن لَّمْ تَغْفِرْ لَنَا وَتَرْحَمْنَا لَنَكُونَنَّ مِنَ الْخَاسِرِينَ ﴾ ، وفي الحديث «يا حي يا قيوم برحمتك أستغيث»  ، ونحو ذلك .
وأما ذكر الرعاية: فمثل قول الذاكر: الله معي والله ناظر إلي، نحو ذلك مما يستعمل لتقوية الحضور مع الله، وفيه رعاية لمصلحة القلب ولحفظ الأدب مع الله والتحرز من الغفلة والاعتصام من الشيطان والنفس .

## فوائد الذكر
وهناك اعتقاد راسخ بأن للذكر فوائد عديدة تصل لأكثر من مئة ومنها:
- أنه يطرد الشيطان ويقمعه ويكسره.
- أنه يرضي الرحمن .
- أنه يزيل الهم والغم عن القلب.
- أنه يجلب للقلب الفرح والسرور والبسط.
- أنه يقوي القلب والبدن.
- أنه ينور الوجه والقلب.
- أنه يجلب الرزق.
- أنه يكسو الذاكر المهابة والحلاوة والنضرة.
- أنه يورثه المحبة التي هي روح الإسلام.
- أنه يورثه المراقبة حتى يدخله في باب الإحسان.
- أنه يورثه الإنابة، وهي الرجوع إلى الله
- أنه يورثه القرب منه.
- أنه يفتح له بابا عظيما من أبواب المعرفة.
- أنه يورثه الهيبة لربه وإجلاله.
- أنه يورثه ذكر الله له، كما قال تعالى: «فاذكروني أذكركم» [البقرة:115].
- أنه يورث حياة القلب.
- أنه قوت القلب والروح.
- أنه يورث جلاء القلب من صدئه.
- أنه يحط الخطايا ويذهبها، فإنه من أعظم الحسنات، والحسنات يذهبن السيئات.
- أنه يزيل الوحشة بين العبد وبين ربه تبارك وتعا لى.
- أن ما يذكر به العبد ربه من جلاله وتسبيحه وتحميده، يذكر بصاحبه عند الشدة.
- أن العبد إذا تعرف إلى الله بذكره في الرخاء عرفه في الشدة.
- أنه منجاة من عذاب الله.
- أنه سبب نزول السكينة، وغشيان الرحمة، وحفوف الملائكة بالذاكر.
- أنه سبب اشتغال اللسان عن الغيبة، والنميمة، والكذب، والفحش، والبا طل.
- أن مجالس الذكر مجالس الملائكة، ومجالس اللهو والغفلة مجالس الشياطين.
- أنه يؤمن العبد من الحسرة يوم القيامة.
- أن الاشتغال به سبب لعطاء الله للذاكر أفضل ما يعطي السائلين.
- أنه أيسر العبادات، وهو من أجلها وأفضلها.
- أن العطاء والفضل الذي رتب عليه لم يرتب علئ غيره من الأعمال.
- أن دوام ذكر الرب تبارك وتعالى يوجب الأمان من نسيانه الذي هو سبب شقاء العبد في معاشه ومعا ده.
- أنه ليس في الأعمال شيء يعم الأوقات والأحوال مثله.
- أن الذكر نور للذاكر في الدنيا، ونور له في قبره، ونور له في معاده، يسعى بين يديه على الصراط.
- أن الذكر رأس الأمور، فمن فتح له فيه فقد فتح له باب الدخول على الله .
- أن في القلب خلة وفاقة لا يسدها شيء ألبتة إلا ذكر الله .
- أن الذكر يجمع المتفرق، ويفرق المجتمع، ويقرب البعيد، ويبعد القريب. فيجمع ما تفرق على العبد من قلبه وإرادته، وهمومه وعزومه، ويفرق ما اجتمع عليه من الهموم، والغموم، والأحزان، والحسرات على فوت حظوظه ومطالبه، ويفرق أيضأ ما اجتمع عليه من ذنوبه وخطاياه وأوزاره، ويفرق أيضا ما اجتمع على حربه من جند الشيطان، وأما تقريبه البعيد فإنه يقرب إليه الآخرة، ويبعد القريب إليه وهي الدنيا.
- أن الذكر ينبه القلب من نومه، ويوقظه من سنته.
- أن الذكر شجرة تثمر المعارف والأحوال التي شمر إليها السالكون.
- أن الذاكر قريب من مذكوره، ومذكوره معه، وهذه المعية معية خاصة غير معية العلم والإحاطة العامة، فهي معية بالقرب والولاية والمحبة والنصرة وا لتو فيق.
- أن الذكر يعدل عتق الرقاب، ونفقة الأموال، والضرب بالسيف في سبيل الله .
- أن الذكر رأس الشكر، فما شكر الله من لم يذكره.
- أن أكرم الخلق على الله من المتقين من لا يزال لسانه رطبا بذكره.
- أن في القلب قسوة لا يذيبها إلا ذكر الله.
- أن الذكر شفاء القلب ودواؤه، والغفلة مرضه.
- أن الذكر أصل موالاة الله ورأسها والغفلة أصل معاداته ورأسها.
- أنه جلاب للنعم، دافع للنقم بإذن الله.
- أنه يوجب صلاة الله وملائكته على الذاكر.
- أن من شاء أن يسكن رياض الجنة في الدنيا، فليستوطن مجالس الذكر، فإنها رياض الجنة.
- أن مجالس الذكر مجالس الملائكة، ليس لهم مجالس إلا هي.
- أن الله يباهي بالذاكرين ملائكته.
- أن إدامة الذكر تنوب عن التطوعات، وتقوم مقامها، سواء كانت بدنية أو مالية، أو بدنية مالية.
- أن ذكر الله من أكبر العون على طاعته، فإنه يحببها إلى العبد، ويسهلها عليه، ويلذذها له، ويجعلها قرة عينه فيها.
- أن ذكر الله يذهب عن القلب مخاوفه كلها ويؤمنه.
- أن الذكر يعطي الذاكر قوة، حتى إنه ليفعل مع الذكر ما لم يطيق فعله بدونه.
- أن الذاكرين الله كثيرا هم السابقون من بين عمال الآخرة.
- أن الذكر سبب لتصديق الرب عبده، ومن صدقه الله رجي له أن يحشر مع الصادقين.
- أن دور الجنة تبني بالذكر، فإذا أمسك الذاكر عن الذكر، أمسكت الملائكة عن البناء.
- أن الذكر سد بين العبد وبين جهنم.
- أن ذكر الله يسهل الصعب، وييسر العسير، ويخفف المشاق.
- أن الملائكة تستغفر للذاكر كما تستغفر للتائب.
- أن الجبال والقفار تتباهي وتستبشر بمن يذكر الله عليها.
- أن كثرة ذكر الله أمان من النفاق.
- أن للذكر لذة عظيمه من بين الأعمال الصالحة لا تشبهها لذة.
- أن في دوام الذكر في الطريق، والبيت، والبقاع، تكثيرًا لشهود العبد يوم القيامة، فإن الأرض تشهد للذاكر يوم القيامة[16]

## فضل الذكر
قال الله:{ فَاذْكُرُونِي أَذْكُرْكُمْ وَاشْكُرُواْ لِي وَلاَ تَكْفُرُونِ } { يَا أَيُّهَا الَّذِينَ آمَنُوا إذْكُرُوا اللَّهَ ذِكْراً كَثِيراً} { وَالذَّاكِرِينَ اللَّهَ كَثِيراً وَالذَّاكِرَاتِ أَعَدَّ اللَّهُ لَهُم مَّغْفِرَةً وَأَجْراً عَظِيماً} { وَإذْكُر رَّبَّكَ فِي نَفْسِكَ تَضَرُّعاً وَخِيفَةً وَدُونَ الْجَهْرِ مِنَ الْقَوْلِ بِالْغُدُوِّ وَالآصَالِ وَلاَ تَكُن مِّنَ الْغَافِلِينَ } وقال ﷺ :«مثل الذي يذكر ربه والذي لا يذكر ربه مثل الحي والميت» وقال ﷺ :«ألا أنبئكم بخير أعمالكم، وأزكاها عند مليككم، وأرفعها في درجاتكم، وخير لكم من إنفاق الذهب والورق، وخير لكم من أن تلقوا عدوكم فتضربوا أعناقهم ويضربوا أعناقكم ؟» قالوا بلى.قال : «ذكر الله» وقال ﷺ :«يقول الله : أنا عند ظن عبدي بي، وأنا معه إذا ذكرني، فإن ذكرني في نفسه ذكرتهُ في نفسي، وإن ذكرني في ملأ ذكرته في ملأ خير منهم، وإن تقرب إلى شبراً تقربت إليه ذراعاً، وإن تقرب إلى ذراعاً تقربت إليه باعاً، وإن أتاني يمشي أتيتهُ هرولة».وعن عبد الله بن بسرٍ ُ أن رجلاً قال : يا رسول الله إن شرائع الإسلام قد كثرت علي فأخبرني بشيءٍ أتشبث به. قال :«لا يزال لسانك رطباً من ذكر الله» وقال ﷺ:«من قرأ حرفاً من كتاب الله به حسنة، والحسنة بعشر أمثالها، لا أقول : {الم } حرف؛ ولكن : ألف حرف، ولام حرف، وميم حرف». وعن عقبة بن عامر قال : خرج رسول الله ﷺ ونحن في الصفة فقال :«أيكم يحب أن يغدو كل يوم إلى بطحان أو إلى العقيق فيأتي منه بناقتين كوماوين في غير إثم ولا قطيعة رحم ؟» فقلنا : يا رسول الله نحب ذلك. قال :«أفلا يغدو أحدكم إلى المسجد فيعلم، أو يقرأ آيتين من كتاب الله خير له من ناقتين، وثلاث خير لهُ من ثلاث ٍ، وأربع خير لهُ من أربع، ومن أعدادهن من الإبل» وقال ﷺ:«من قعد مقعداً لم يذكر الله فيه كانت عليه من الله ترة ومن اضطجع مضجعاً لم يذكر الله فيه كانت عليه من الله ترة».
وقال ﷺ : «ما جلس قوم مجلساً لم يذكروا الله فيه، ولم يصلوا على نبيهم إلا كان عليهم ترة، فإن شاء عذبهم وإن شاء غفر لهم».
وقال ﷺ :«ما من قوم يقومون من مجلس لا يذكرون الله فيه إلا قاموا عن مثل جيفة حمار وكان لهم حسرة».

## الذكر الصوفي
ولبعض الطرق الصوفية استعمالات للذِكر تصل إلى مرتبة تنقية النفس فيما يعرف بالمراقبة. فمثلا، تعتمد النقشبندية على أسلوب التركيز على كلمة «الله» وترديدها بدون صوت لفترة طويلة كأسلوب للتأمل والتقرب الغيبي من النفس ومن الله. اما المولويون فيمزجون الذِكر مع الرقص الدائري للوصول إلى نشوة روحية. والذكر هو من المراقبات التي تُعَلَم للمبتدئين في الطرق الصوفية.

## روابط خارجية
- سماع الأذكار اليومية
- تطبيق في الآبل ستور للأذكار
- تطبيق في الاندرويد للأذكار